# Katsuo Takaishi
Katsuo Takaishi, född 14 oktober 1906 i Osaka, död 13 april 1966 i Osaka, var en japansk simmare.
Takaishi blev olympisk silvermedaljör på 4 x 200 meter frisim vid sommarspelen 1928 i Amsterdam.